# Juan Sobrero
Juan Carlos Sobrero (fl. XX secolo) è stato un calciatore argentino, di ruolo difensore.

## Carriera

### Club
Ha giocato tutta la carriera nel campionato argentino, vestendo la maglia del Newell's Old Boys e del Racing Avellaneda, club con il quale vincerà il campionato nel 1949.

### Nazionale
Con la maglia della Nazionale ha disputato 16 incontri tra il 1943 e il 1947, conquistando per due volte il Campeonato Sudamericano.

## Palmarès

### Club
- Campionato argentino: 1

Racing Avellaneda: 1949

### Nazionale
- Campeonato Sudamericano de Football: 2

1946, 1947